# Zhongshan Wan
Zhongshan Wan  (chinesisch 中山湾) ist eine Bucht an der Ingrid-Christensen-Küste des ostantarktischen Prinzessin-Elisabeth-Lands. Sie liegt nahe dem nördlichen Ende der Halbinsel Xiehe Bandao. An ihrem westlichen Ufer befindet sich die chinesische Zhongshan-Station, ihr östlich vorgelagert ist die Inselgruppe Yuanyang Qundao.
Chinesische Wissenschaftler benannten sie 1989 in Verbindung mit der gleichnamigen Station.